# Дом-музей академика А. Н. Бекетова в Алуште
Дом Беке́това (Дом-музей академика А. Н. Бекетова) — дом известного русского и советского архитектора, академика Алексея Бекетова в Алуште. Построен в 1898 году. Объект культурного наследия народов России регионального значения, охраняется государством.

## История
Семья выдающегося мастера архитектурного дела каждое лето бывала в Крыму, потому что его отец, профессор Харьковского университета химик Бекетов Николай Николаевич, имел небольшое имение, где выращивал виноград, в западной части Алушты Профессорском уголке — любимом месте отдыха представителей тогдашней науки и художников. Также В 1895 году Николай Николаевич подарил сыну участок земли, на которой последний возводит дом по собственному проекту.

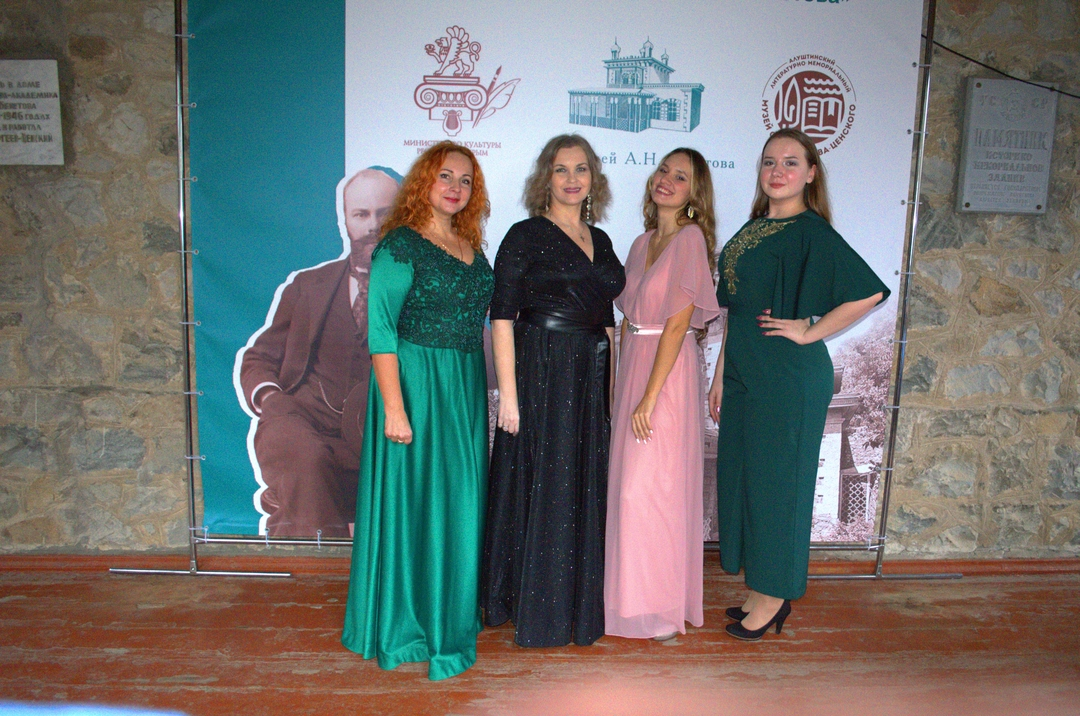
Солистки Крымской филармонии И. Бараховская и Е. Гриневич, концертмейстер Ю. Синельникова, музыковед Н. Дружинина после концерта в доме музее, 20 декабря 2022

Дача Алексея Николаевича имеет два этажа, построена из отесанных камней, имеет по бокам двухъярусные деревянные веранды-галереи. Благодаря удачному проектированию и имеющейся асимметрии, дом выглядит небольшим, уютным и компактным. Крыльцо первого этажа с террасой резными деревянными колоннами с капителями. Штрихом в отделке карнизов дома являются горизонтальные пояс традиционные «сухарики» и ионики. Парапеты здания украшены зубцами, напоминающими ласточкин хвост. Крыша дома многоярусная, покрыта металлическими листами и имеет четыре машикули (башни).
Сегодня дача Алексея Николаевича Бекетова — это мемориальный дом-музей, который находится в г. Алушта по адресу ул. Комсомольская, 4, у подножия холма и является частью Государственного бюджетного учреждения культуры Республики Крым «Алуштинский литературно-мемориальный музей С. Н. Сергеева-Ценского».
Совместно с другими учреждениями науки и культуры музей организует конференции, чтения, камерные концерты. 